# 빙의
빙의(憑依, 영어: spirit possession)는 영, 외계인, 악령, 신이 인체를 통제한다는 가정이다. 빙의 개념은 기독교, 불교, 아이티 부두교, 위카, 힌두교, 이슬람교 등 수많은 종교, 그리고 동남아시아와 아프리카 전통에 존재한다. NIMH(National Institute of Mental Health) 기금 지원을 받은 1969년 연구에 따르면, 빙의적 믿음은 전 세계 모든 지역 488개 사회 샘플 가운데 74%에서 존재하는 것으로 밝혀졌다. 발견되는 문화적 문맥에 따라 빙의는 자발적일 수도 있고 비자발적일 수도 있으며, 빙의되는 자에게 긍정적인 효과나 해로운 효과를 미치는 것으로 간주할 수 있다. 빙의 컬트에서 빙의는 남성보다 여성 사이 더 흔하다.

## 예시
개인
- 아넬리제 미헬

## 같이 보기
- 성령세례
- 악마학
- 열광
- 구마 (종교)
- 쿤달리니
- 영매
- 강령술